# Ana Paula Maia
Ana Paula Maia (geb. 1977 in Nova Iguaçu) ist eine brasilianische Schriftstellerin.

## Leben

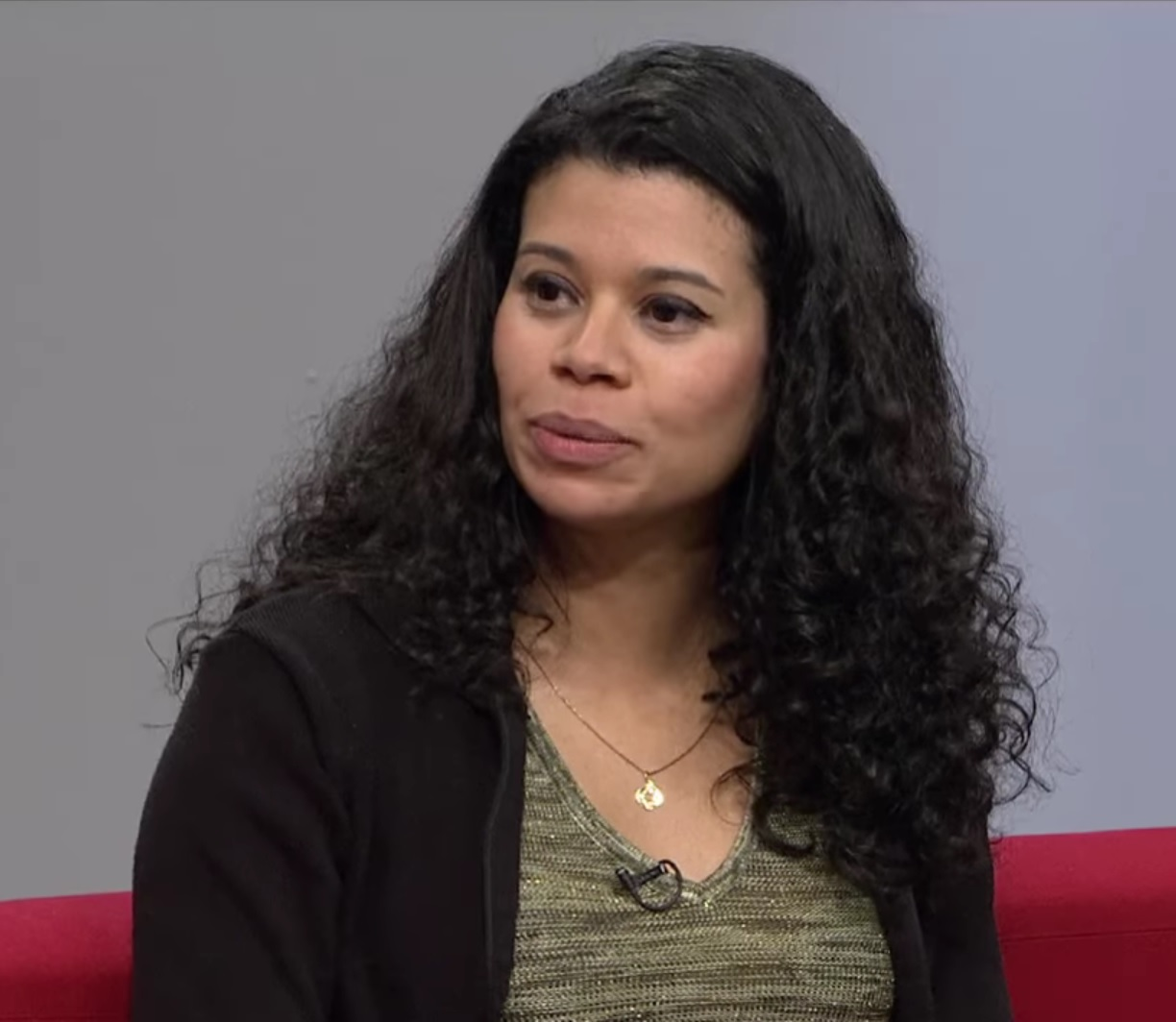
Ana Paula Maia (2017)

Ana Paula Maia wurde 1977 in Nova Iguaçu, einer Vorstadt Rio de Janeiros geboren. Als Jugendliche machte sie Punkmusik und sie begann in ihrem Publizistik-Studium, Texte zu verfassen. 2003 veröffentlichte sie ihren ersten, von Der Fänger im Roggen inspirierten Roman O habitante das falhas subterrâneas. Ihr zweiter Roman A Guerra dos Bastardos erschien 2007. Der Roman wurde 2011 ins Serbische und 2013 unter dem Titel Krieg der Bastarde ins Deutsche übersetzt. 2009 veröffentlichte sie die Trilogie A Saga dos Brutos. 2013 folgte ihr Roman De gados e homens. Sie verfasste außerdem Drehbücher für das Fernsehen, Kino und Theater. Maia lebt in Rio de Janeiro.

## Werk
In ihrem Werk greift Maia immer wieder Interspezies-Beziehungen, vor allem zwischen Menschen und Tieren auf. Sie schreibt außerdem immer wieder über von ökologischen Krisen betroffene Gebiete und das von der Einöde geprägte Leben ihrer Bewohner. Sie interessiert sich außerdem für die „Formung des Menschen durch seine Arbeit“. In ihren Romanen kommen kaum Frauen vor. Maias Texte wurden auf Deutsch, Englisch, Französisch, Spanisch, Serbisch und Italienisch übersetzt.

## Auszeichnungen
Maia wurde zwei Jahre in Folge mit dem Prêmio São Paulo de Literatura ausgezeichnet. 2018 erhielt sie ihn für Assim na terra Como Embaixo da terra und 2019 für Enterre Seus Mortos. Die von Zoë Perry übersetzte Fassung von De gados e homens (engl. Titel: Of Cattle and Men) wurde 2024 mit dem Republic of Consciousness Prize ausgezeichnet.

## Werke (Auswahl)
- De cada quinhentos uma alma. Companhia das Letras, São Paulo 2021. ISBN 978-85-359-2709-2
- Enterre Seus Mortos. Companhia das Letras, São Paulo 2019. ISBN 978-85-359-3067-2
- Assim na Terra como embaixo da Terra. Editora Record, Rio de Janeiro 2017. ISBN 978-85-01-10823-4
- De Gados e Homens. Editora Record, Rio de Janeiro 2013. ISBN 978-85-01-40412-1
  - Of Cattle and Men. Übersetzt von Zoë Perry. Charco Press, Edinburgh 2023. ISBN 978-1-913867-49-2
- A Guerra dos Bastardos. Língua Geral, Rio de Janeiro 2007. ISBN 978-85-60160-10-5.
  - Krieg der Bastarde. Übersetzt von Wanda Jakob. A1 Verlag, München 2013. ISBN 978-3-940666-42-0
- O habitante das falhas subterrâneas. Editora 7 Letras, Rio de Janeiro 2003. ISBN 85-7577-052-7.